# Grabowskia sodiroi
Grabowskia sodiroi är en potatisväxtart som beskrevs av Friedrich August Georg Bitter. Grabowskia sodiroi ingår i släktet Grabowskia och familjen potatisväxter. Inga underarter finns listade i Catalogue of Life.